# ホソバヒナウスユキソウ
ホソバヒナウスユキソウ（細葉雛薄雪草、学名：Leontopodium fauriei var. angustifolium）は、キク科ウスユキソウ属に属する高山植物である。基本種はミヤマウスユキソウ。

## 特徴
ミヤマウスユキソウの変種で、ミヤマウスユキソウの花のつかない茎の根出葉の幅が2-4mmであるのに対し、本種のそれは1-1.5（2.5）mmと細長い。また、ミヤマウスユキソウより頭花の縁にある苞葉の幅が狭い。
ハヤチネウスユキソウ、オオヒラウスユキソウとともに、ウスユキソウ属の中ではヨーロッパのエーデルワイスに似た外見だと言われる。

## 分布と生育環境
尾瀬の至仏山と群馬・新潟県境の谷川岳に分布し、蛇紋岩地帯の崩壊地や風衝草原に生育する。

## 保全状況評価
絶滅危惧II類 (VU)（環境省レッドリスト）

## ギャラリー
- ホソバヒナウスユキソウ
根出葉が細長い-至仏山
- 基本種のミヤマウスユキソウ
根出葉の幅が広い-鳥海山
- 朝日岳 (群馬県)のホソバヒナウスユキソウ